# Chipiu d'Ortiz
Incaspiza ortizi
Espèce
Statut de conservation UICN

 LC  : Préoccupation mineure
Le Chipiu d'Ortiz (Incaspiza ortizi) est une espèce de passereau appartenant à la famille des Thraupidae.
Son nom rend hommage à l'ornithologue péruvien Javier Ortíz de la Puente Denegri (1928-1952).

## Répartition et habitat
Il est endémique du nord-ouest du Pérou. Il vit dans les buissons arides de montagne entre 1 800 et 2 600 m d'altitude.

## Alimentation
Il se nourrit de graines, de végétaux et d'insectes.